# ジブリパーク
ジブリパーク（英語: Ghibli Park）は、愛知県長久手市の愛・地球博記念公園内にある「スタジオジブリ」（以降「ジブリ社」）の世界を表現した公園施設、テーマパーク。2022年11月1日に開園した。

## 概要
園内には『天空の城ラピュタ』『となりのトトロ』『ハウルの動く城』など、ジブリ社が制作した映画作品を題材にした展示・演示施設が広大な公園敷地内（総整備面積は7.1ヘクタールで、公園全体の3.7％となる予定である）に分散した形で設置されている。2017年に計画が初めて発表され、上述の開設日には第一期として3エリアが開業。
その後、2023年11月1日に「もののけの里」エリア、2024年3月16日に「魔女の谷」がオープン。ジブリパーク専用の駐車場はないため（公園の駐車場があるが、駐車可能台数に限りがあるため）、公園付近にあるリニモの愛・地球博記念公園駅が主なアクセス手段となる。
運営会社は、中日新聞社とジブリ社の共同出資により2019年11月1日に設立された株式会社ジブリパークである（後述）。

## 沿革

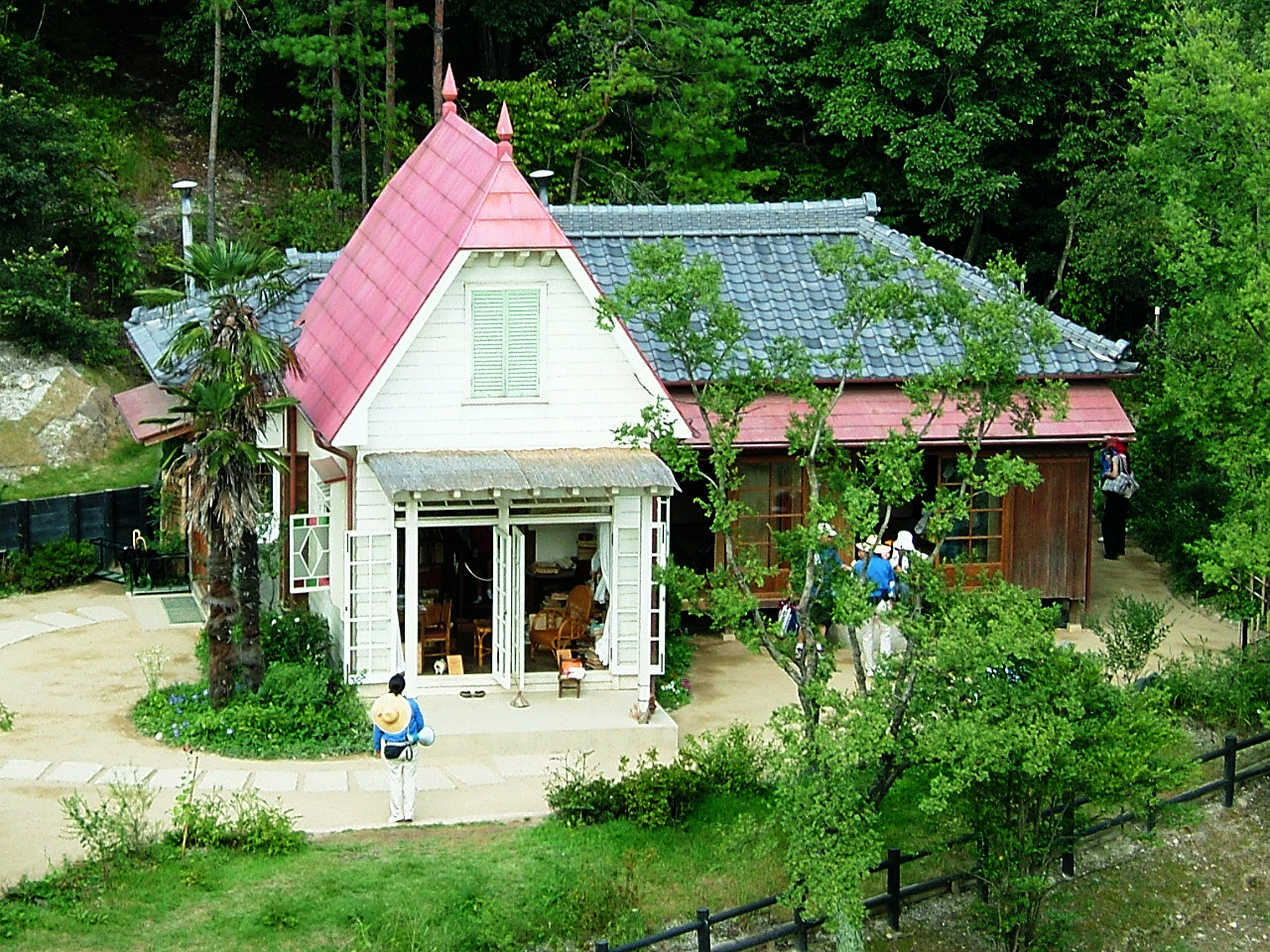
園内施設のひとつ「サツキとメイの家」

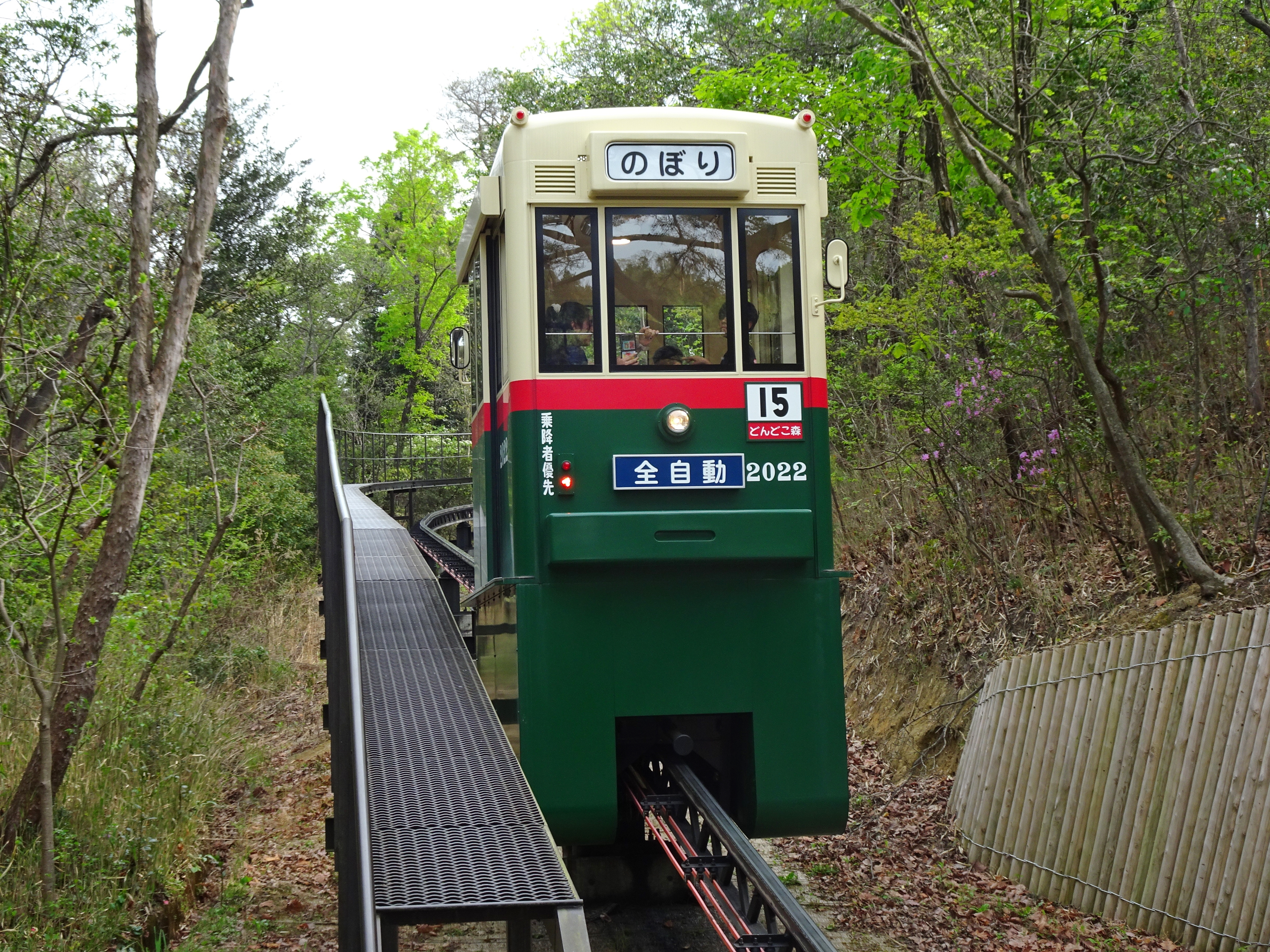
どんどこ森を結ぶスロープカーどんどこ号

2005年3月から9月にかけて行われた愛・地球博（以降「万博」）の長久手会場（現在の長久手市）にはジブリ作品の一つである『となりのトトロ』に登場する「サツキとメイの家」を再現したパビリオンがすでに設置されていた。
この万博開催から10周年にあたることを記念して、2015年9月から11月にかけて愛知県と公益財団法人都市緑化機構は、「第32回全国都市緑化フェア」を会場の跡地である愛・地球博記念公園にて開催。あわせてジブリ映画に関連した前述の建物がすでに存在したことから、特別企画として「ジブリの大博覧会」が開催された。
これをきっかけとして愛知県知事の大村秀章はジブリ社に対して「ジブリの世界観を永続的に楽しめる施設を作りませんか」と提案。自身の上京のたびに事務所へ足を運んだ大村の7、8回にわたる懸命な説得の末ジブリ側もついに了承した。なお、東海地域におけるジブリ展は2008年に第1回が開催されている。
2017年5月31日、大村はジブリ社の鈴木敏夫プロデューサー（愛知県名古屋市出身）と面会し、愛・地球博記念公園の敷地内に「ジブリパーク（仮称）」を建設する構想について正式に合意した。11月1日、建設部公園緑地課内に「ジブリパーク構想推進室」を設置。
2019年5月31日、愛知県とジブリ社、中日新聞社は、県がジブリパークを整備し、ジブリ社と中日新聞社が共同出資して設立する新会社が管理運営を担うことで基本合意した。同年10月2日、愛知県はジブリパーク整備について、設計段階から建設会社の知見などを反映する「ECI方式」を導入し、鹿島建設中部支店と設計段階から協力する業務契約を結び、11月1日、新会社「株式会社ジブリパーク」が設立された。
2020年2月4日、愛知県はジブリパークの概算事業費が約340億円に上ると発表した。その後7月28日には本体工事の起工式が行われた。
2021年6月2日、「もののけの里エリア」「魔女の谷エリア」と周辺の公園緑地の工事について、愛知県が鹿島建設と仮契約したことが発表された。請負金額は約106億円。
2022年1月27日、ジブリパークに関するメディア向け発表会が開催された。その中で「青春の丘」「ジブリの大倉庫」「どんどこ森」の3エリアは2022年11月1日に先行開業し、「もののけの里」「魔女の谷」の2エリアは2023年秋頃に開業すると発表された。県は波及効果を年間480億円と試算している。
6月、翌年末に終了予定の第2期工事で追加が予定されていた「魔女の谷」「もののけの里」エリアに関して、建設に用いる木材の調達に時間を要するとして「魔女の谷」エリアのオープンが2024年3月に延期されることが発表された。また、併せて「もののけの里」の隣には、誰でも無料で遊べる『猫の恩返し』をモチーフにした遊び場が設置されることも公表された。７月にはチケット販売に関するスケジュールが発表され、その中で「ゆっくりきて下さい。」というキャッチコピーが記載されたポスターも公開された。
7月16日、長野会場を皮切りに、「ジブリパークとジブリ展」と称し、ジブリパーク誕生の舞台裏を紹介する展覧会を開催。長野、愛知、熊本、兵庫、山口、高知、新潟、東京、青森の各都市で開催し、岡山が最後の巡回地となった。
10月、愛知県はジブリパーク開園に伴う交通アクセス向上のために「愛・地球博」開催時に用いられていた「リニモ」1編成を広島県三原市の三菱重工業株式会社の工場から買い戻し、再活用することを発表した。また同月12日には国内外から100社以上の報道陣を迎えての内覧会が行われた。10月31日に掲載された日本経済新聞で、鈴木敏夫は以下の通り語っている。
「お膳立てをやってくれた方はいっぱいいる。最初にこの公園にジブリを持って来てはどうかと言ったのは、当時中日新聞社の会長だった白井文吾さんだった。それが7年前でスタートした。それと前後して大村秀章知事が東京の僕の事務所に来た。数えたら8回も足を運ばれた。それに負けた。愛知県でジブリパークをやったら、忙しくなるに決まっている。それが嫌だからなんとか避けようとしたのだが」
11月1日、第1期エリアが開業した。当日の中日新聞・東京新聞と北陸中日新聞・日刊県民福井は本来の1面を変更し、「ジブリパーク 11月1日より」の見出しで全面広告が展開された。
11月11日、ジブリ社監修の下、Apple Music独占で名古屋市営地下鉄東山線名古屋駅からジブリパークまでの行き帰りを楽しむプレイリスト『ジブリパーク：行き』と『ジブリパーク：帰り』が公開された。
2023年2月、愛知県は「もののけの里」「魔女の谷」エリアの詳細な整備内容を発表。また、それと同時に愛・地球博記念公園内の移動手段としてトヨタ自動車が開発した電動低速モビリティ「APM（Accessible People Mover）」を活用し、「となりのトトロ」に登場するネコバスをイメージした車両の導入を検討していることも明かされた。

## テーマ別のエリア

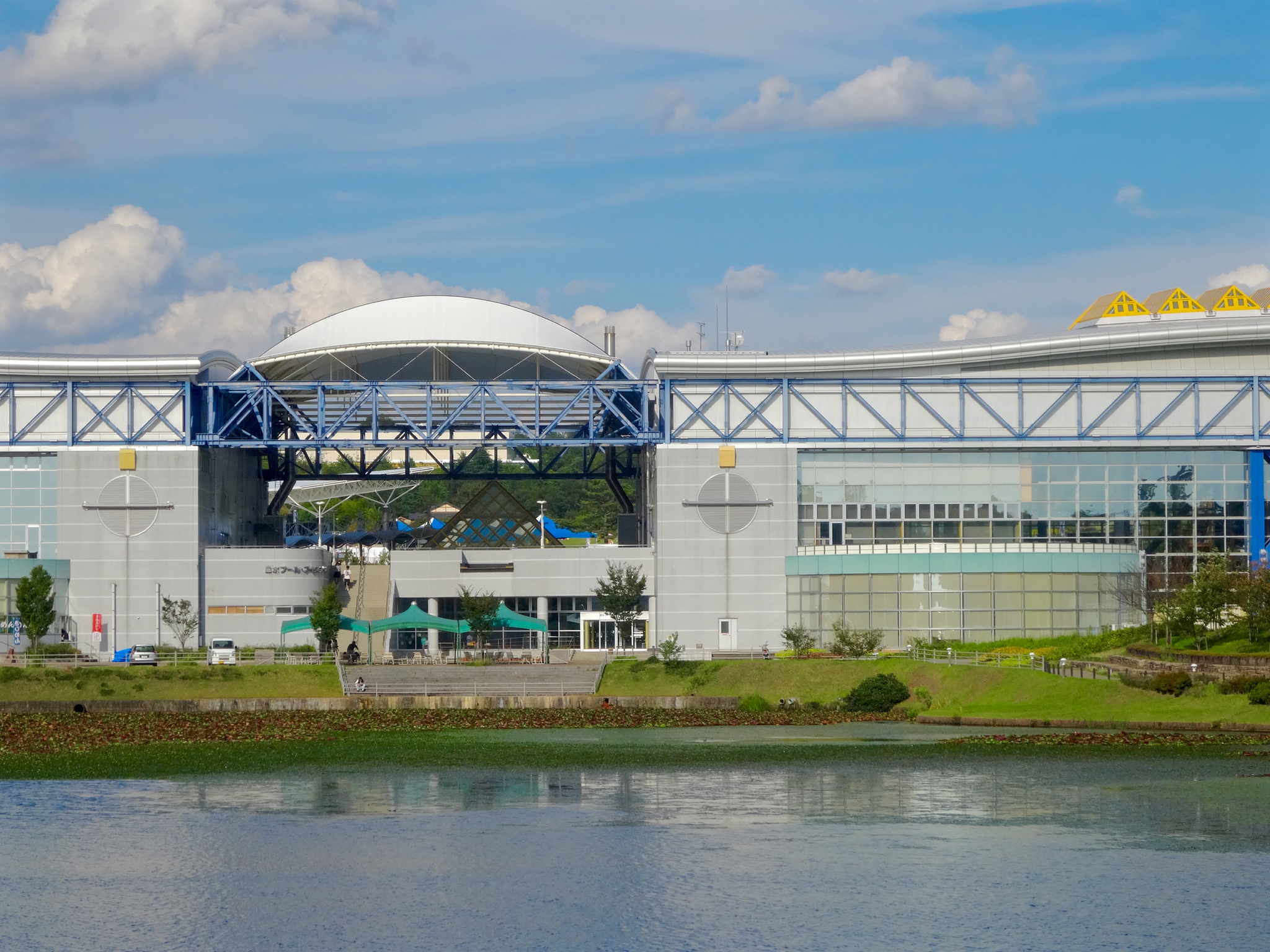
ジブリの大倉庫となるかつての愛知万博のグローバルハウス、愛知万博前・後の温水プール（右半分の部分）

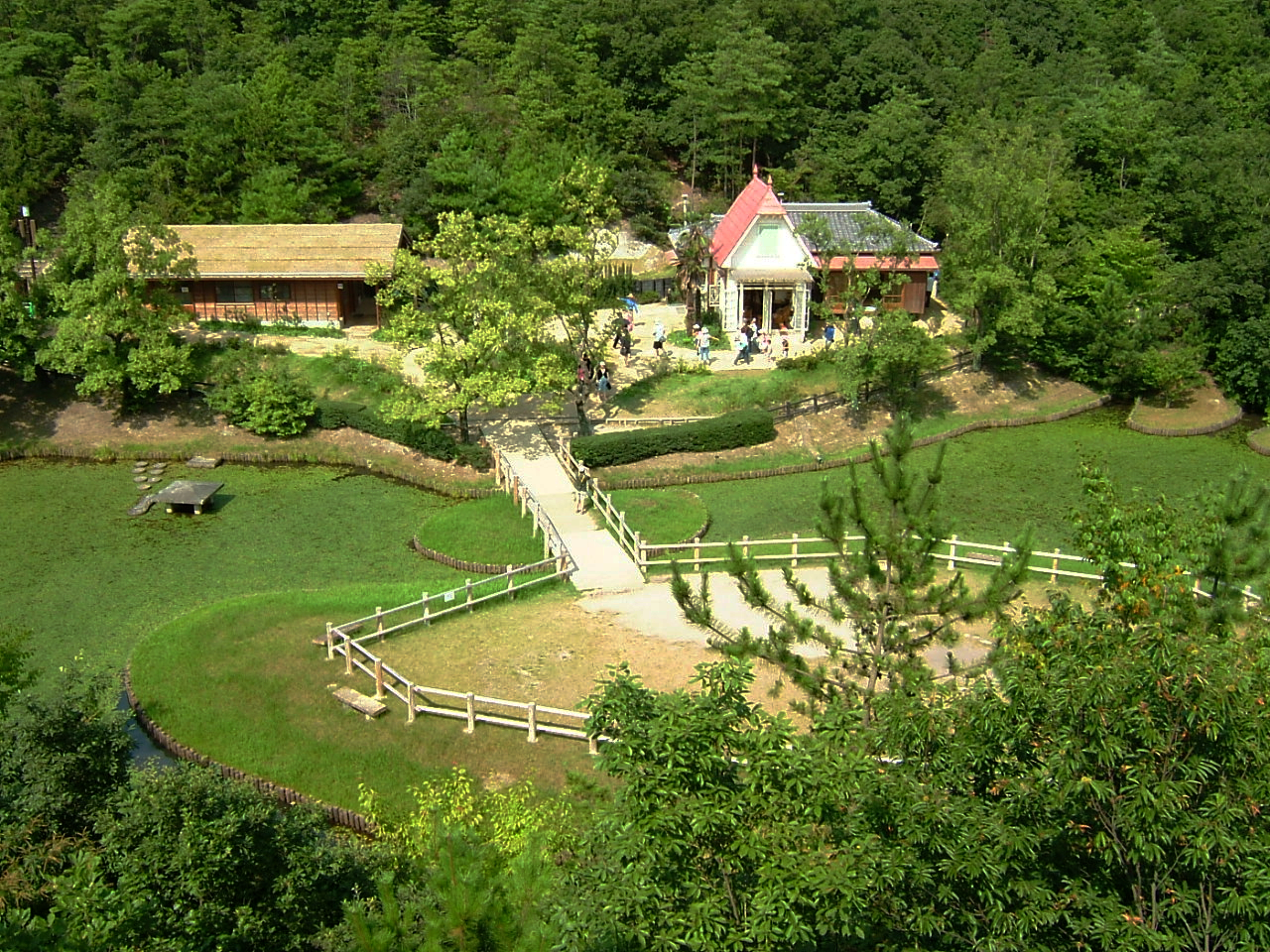
愛知万博のパビリオンとして建設された「サツキとメイの家」

愛・地球博の会場や当時用いられていた建物内に、以下の5つのテーマ別エリアが設けられている。各々のエリアごと、1つ（あるいは複数）のジブリ作品が題材となっている。

### ジブリの大倉庫
2018年に閉館した温水プール内部に設置された。全長6mの「空飛ぶ巨大な船」や、『天空の城ラピュタ』の廃墟となった庭園、子どもが中に入れる「ネコバス」、それまで三鷹の森ジブリ美術館で限定上映されてきた短編上映作品を上映する「映像展示室オリヲン座」（上映用機材はスタジオジブリ社屋内の試写室と同程度のものを使用している）等が位置している。ロボット兵など、ジブリのキャラクターも展示される。2022年11月1日オープン。

### 青春の丘
主に『耳をすませば』をモチーフにしており、同作に登場した骨董品店である「地球屋」が設置される。また、『猫の恩返し』の「猫の事務所」が猫サイズの建物として再現されている。2022年11月1日オープン。

### どんどこ森
2005年の万博ですでに建設されていた「サツキとメイの家」周辺のエリアとなる。改修工事のため一時的に閉鎖されたが、他の園内施設とともに再オープンした。エリアの名前は、映画のワンシーンでサツキ、メイ、トトロが踊る「どんどこ踊り」に由来している。また、裏山には木の遊具も設置され、「サツキとメイの家の裏手にある裏山の頂上には『どんどこ堂』が待っている」と公式サイトで紹介されている。2022年11月1日オープン。

### もののけの里
『もののけ姫』を表現するエリア。体験学習ができる施設として「タタラ場」の整備や乙事主（おっことぬし）をモチーフとした滑り台などが導入された。2023年11月1日オープン。

### 魔女の谷
『魔女の宅急便』や『ハウルの動く城』など、「魔女」の登場するジブリ作品からインスピレーションを得ている。このエリアにはレストランや遊具も設置された。また、『魔女の宅急便』に登場するオキノ邸（キキの実家）や、劇中でキキが働いていた「グーチョキパン屋」なども再現された。さらに実物大のハウルの動く城があり、映画で登場した帽子屋も登場した。パーク内で最も大きなエリアとして2024年3月16日にオープンされ、オープン前には約1ヶ月にわたっての大規模メンテナンス休園の実施を発表している。

## チケット
園内には3つのエリアが存在するが、チケットは各エリアごと日時指定の完全予約制である。
2023年1月入場分までは下記の料金体系での抽選販売であった。
毎月27日（11月27日に愛知県政が施行されたことによる）は「愛知県民デー」として、愛知県民を対象にしたチケットの優先販売が行われる。
| エリア         | 大人                                    | 子ども                                  | 販売予定数                              |
| -------------- | --------------------------------------- | --------------------------------------- | --------------------------------------- |
| ジブリの大倉庫 | 2,000円（平日・平日休） 2,500円（休日） | 1,000円（平日・平日休） 1,250円（休日） | 3,500人（平日） 4,000人（休日・平日休） |
| 青春の丘       | 1,000円                                 | 500円                                   | 780人（平日） 900人（休日・平日休）     |
| どんどこ森     | 1,000円                                 | 500円                                   | 650人（平日） 750人（休日・平日休）     |

同年2月から10月までは以下の販売体系による先着販売（愛知県民デーは抽選方式を継続）に変更された。
| エリア                                  | 大人                                    | 子ども                                  | 販売予定数                              |
| --------------------------------------- | --------------------------------------- | --------------------------------------- | --------------------------------------- |
| 「ジブリの大倉庫」 「青春の丘」セット券 | 3,000円（平日・平日休） 3,500円（休日） | 1,500円（平日・平日休） 1,750円（休日） | 650人（平日） 770人（休日・平日休）     |
| ジブリの大倉庫                          | 2,000円（平日・平日休） 2,500円（休日） | 1,000円（平日・平日休） 1,250円（休日） | 2,850人（平日） 3,230人（休日・平日休） |
| どんどこ森                              | 1,000円                                 | 500円                                   | 650人（平日） 750人（休日・平日休）     |

同年11月から翌年2月(前述のメンテナンス休園前)までは以下の販売体系となっている。
| エリア                                      | 大人                                    | 子ども                                  |
| ------------------------------------------- | --------------------------------------- | --------------------------------------- |
| 「もののけの里」 「ジブリの大倉庫」セット券 | 2,500円（平日・平日休） 3,000円（休日） | 1,250円（平日・平日休） 1,500円（休日） |
| ジブリの大倉庫                              | 2,000円（平日・平日休） 2,500円（休日） | 1,000円（平日・平日休） 1,250円（休日） |
| 青春の丘                                    | 1,000円                                 | 500円                                   |
| どんどこ森                                  | 1,000円                                 | 500円                                   |

## 株式会社ジブリパーク
株式会社ジブリパークはジブリパークの管理運営を行う施設運営会社である。
2019年11月1日、ジブリ社と中日新聞社の共同出資により設立された。ジブリパークの管理運営を行い、ジブリ社に対してに施設使用権など権利料を支払う。代表取締役社長は中日新聞社社長の大島宇一郎、運営本部長兼開発準備室長は岡村徹也が就いた。
2022年3月31日、ジブリパークの理念に賛同し、「ジブリパーク」の名称を使ったPR活動に協力する「オフィシャルパートナー」を発表した（2023年4月に日本航空がパートナーに加わった）。園内にはパートナー企業が協賛していることを示すロゴなどは設置されない。企業の内訳は下記のとおり。
- カシオ計算機
- KDDI
- JTB
- 敷島製パン
- 島村楽器
- 増進会ホールディングス
- 中部電力
- 東海東京証券
- 豊島
- トヨタ自動車
- 豊田通商
- トヨタホーム
- 名古屋鉄道
- NTPホールディングス
- 南山大学
- 日清製粉グループ本社
- 日東工業
- 日本特殊陶業
- 日本生命保険相互会社
- 乃村工藝社
- プリマハム
- 三菱UFJ銀行
- 日本航空